# 赫希西乃会堂

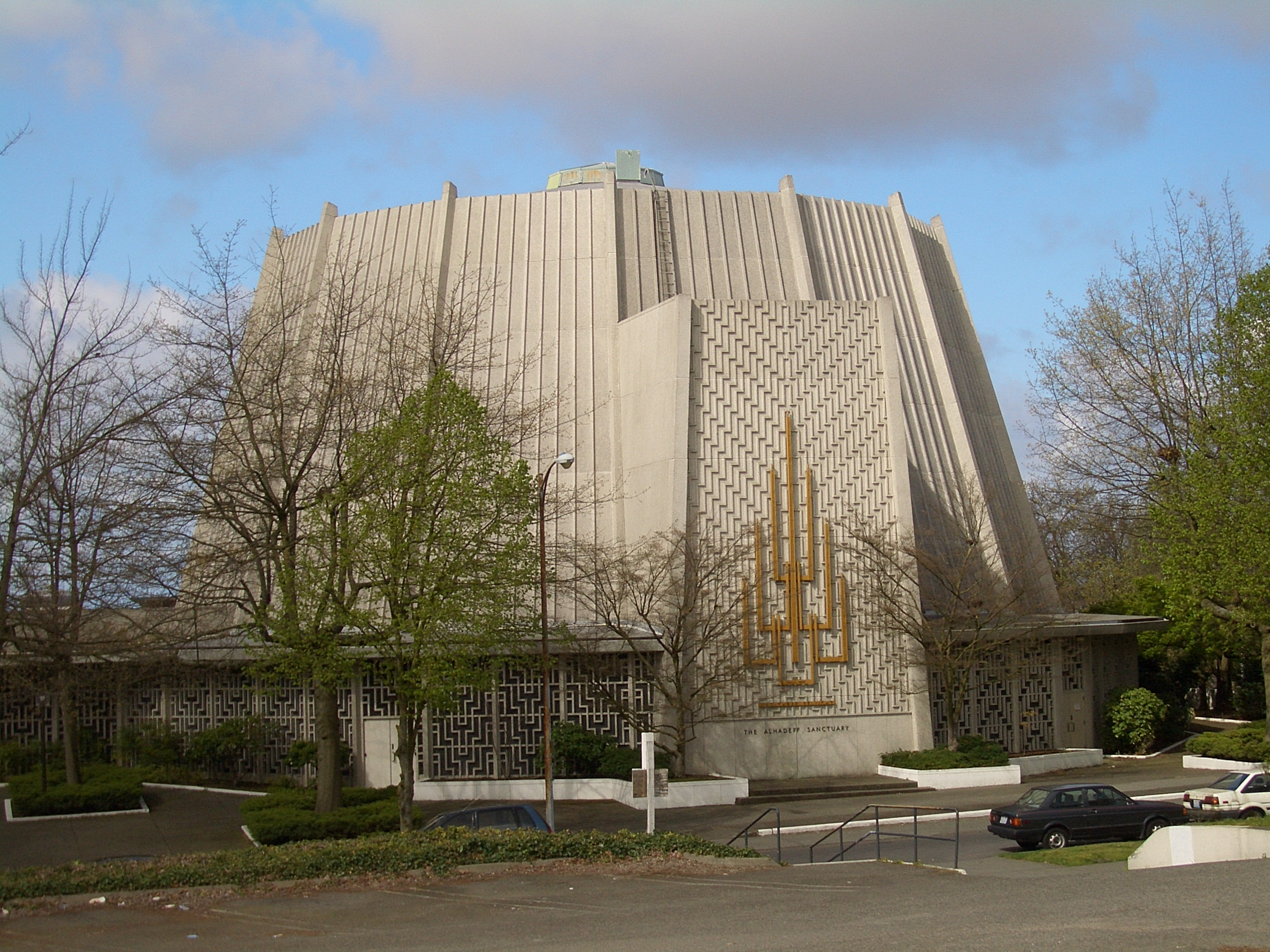

赫希西乃会堂（Temple De Hirsch Sinai）是一个犹太教改革派会堂，位于美国华盛顿州的西雅图和对岸的贝尔维尤。1971年由西雅图赫希会堂（Temple De Hirsch，1899年成立）和贝尔维尤西乃会堂（Temple Sinai，1961年成立）合并成立 ，是美国西北部最大的改革派犹太会堂。
旧赫希会堂被列入国家史蹟名录，但仍在1993年被拆除，只留下部分立面。

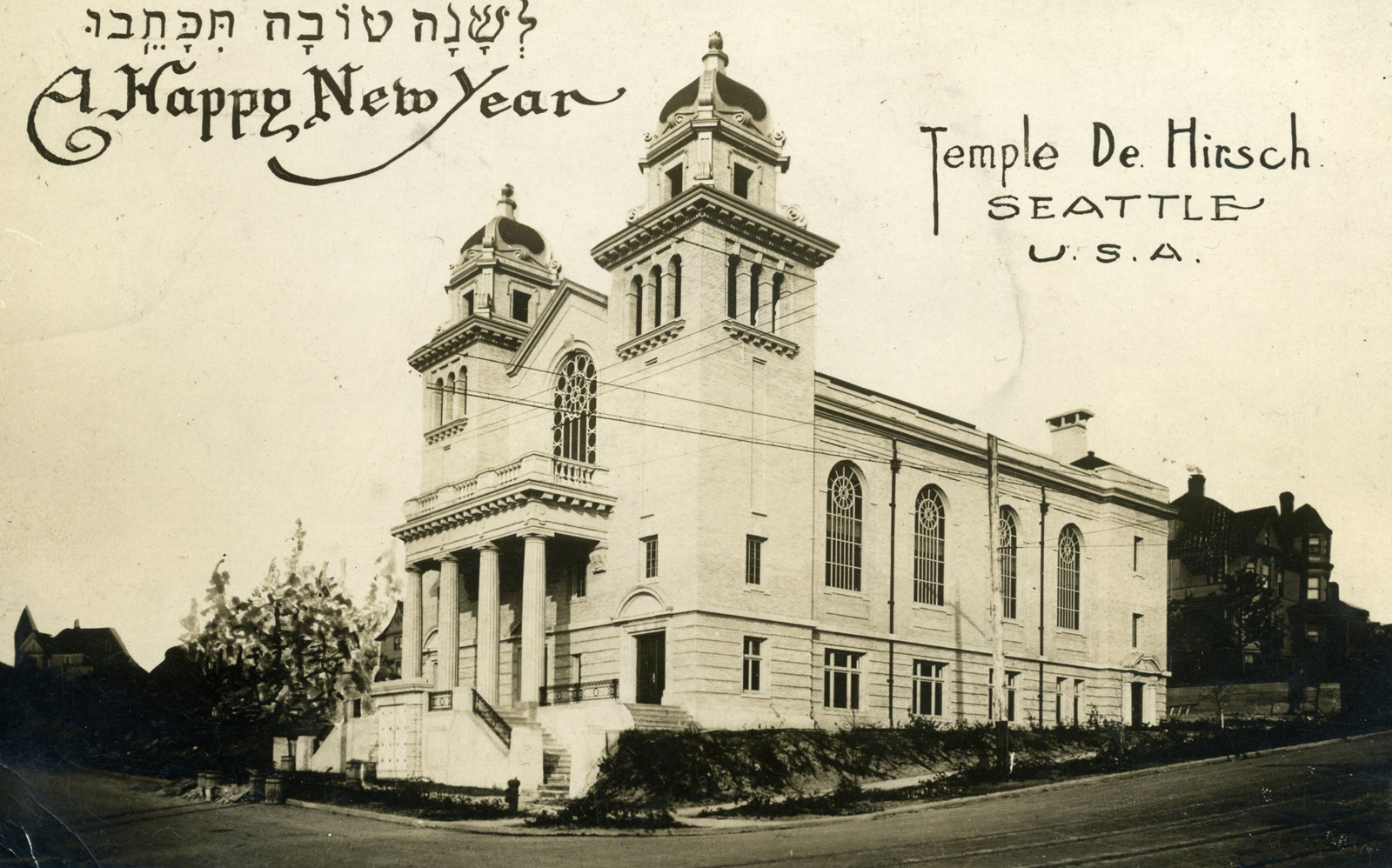
旧赫希会堂

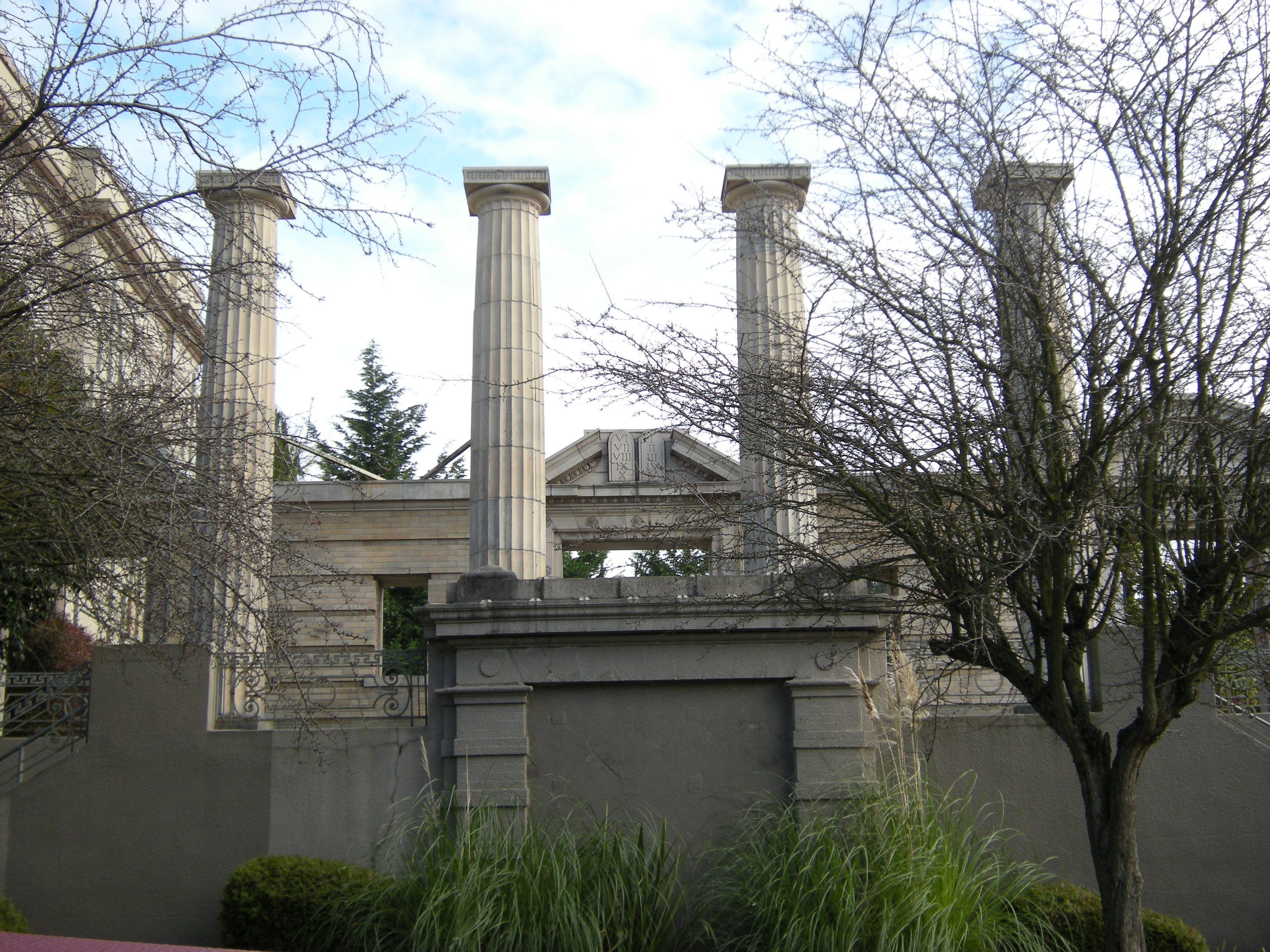
旧赫希会堂遗址

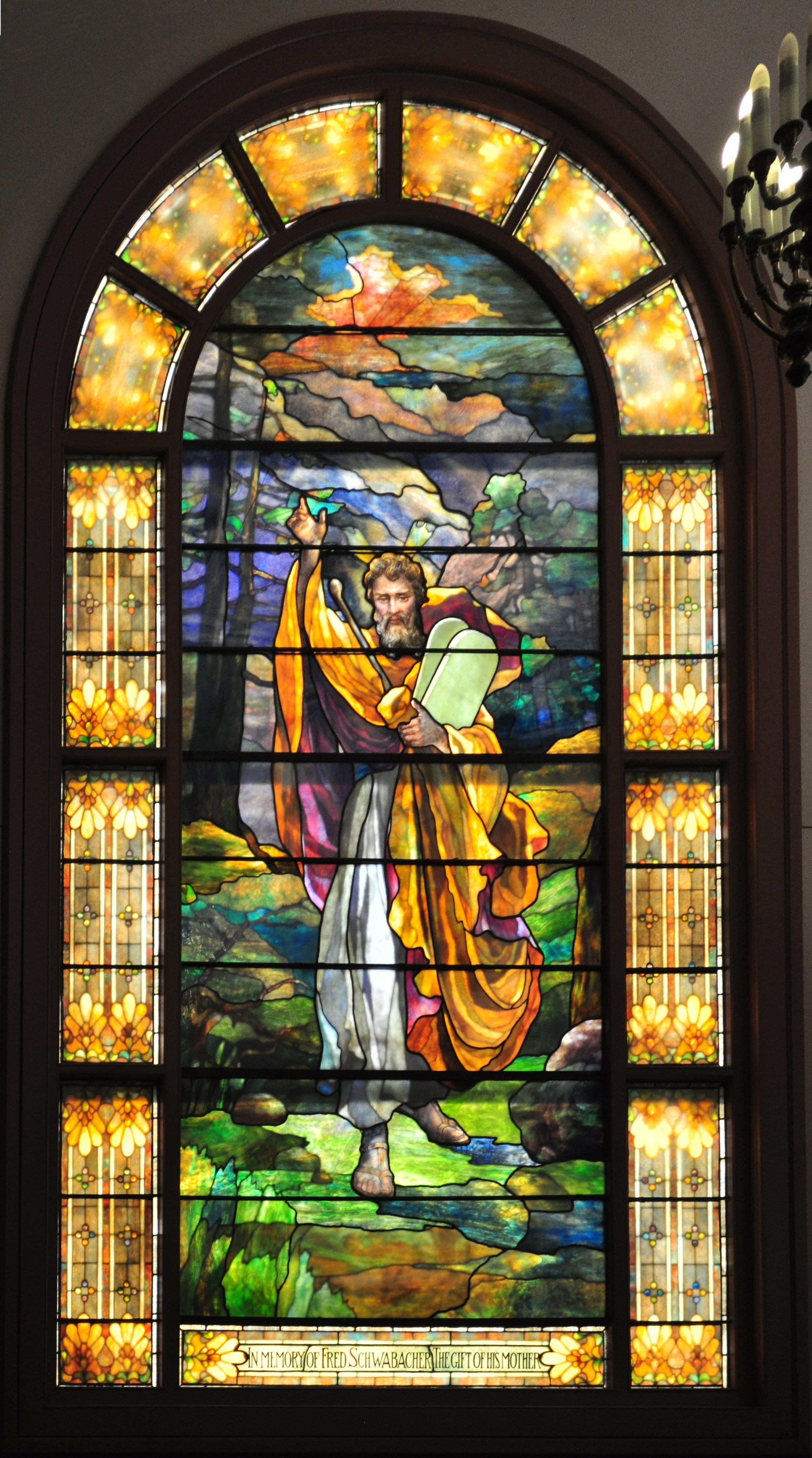

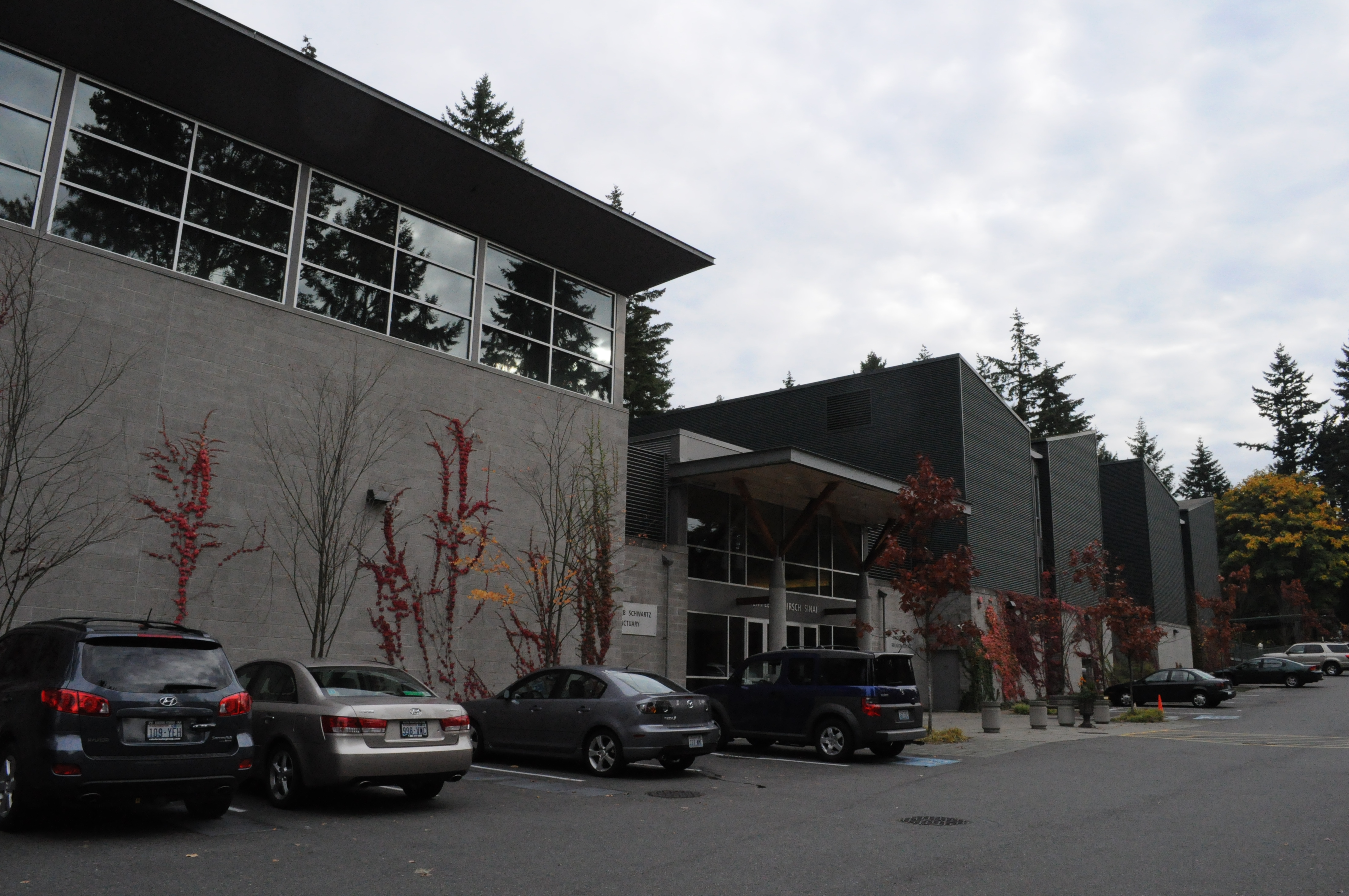

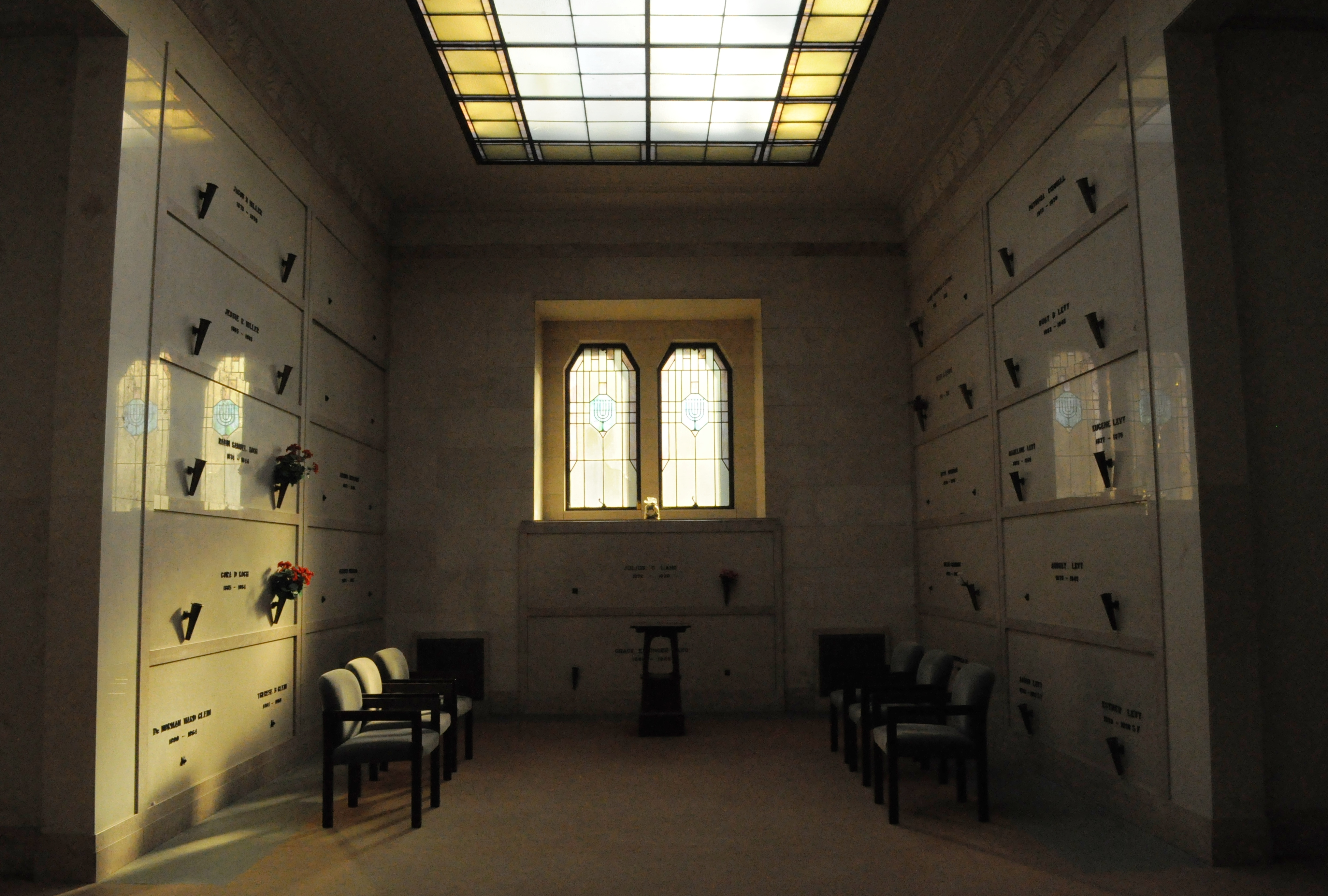